# بی‌اندبی ایتالیا
بی‌اندبی ایتالیا (به ایتالیایی: B&B Italia) یک شرکت مبلمان مدرن ایتالیایی است که محصولات آن در سراسر جهان به فروش می‌رسد. این شرکت در سال ۱۹۶۶ میلادی توسط خانواده بوزنلی که این شرکت را مدیریت می‌کنند، تأسیس شد. در ۱ مارس ۲۰۱۱، خانواده بوزنلی یک بار دیگر سهامداران اکثریت شرکت شدند و اکنون مالک ۱۰۰٪ سهام هستند.
شرکت تابعۀ ایالات متحدۀ آمریکا، با عنوان شرکت بی‌اندبی ایتالیا ایالات متحدۀ آمریکا، در منهتن، نیویورک در ساختمان معماران و طراحان بالای فروشگاه پرچمدار آمریکایی آن‌ها در مرکز شهر واقع شده‌ است.
بی‌اندبی ایتالیا برندۀ چهار پرگار طلا، معتبرترین جایزۀ طراحی ایتالیایی است. در سال ۱۹۷۴ میلادی سیزامو استودیو کایروس، ۱۹۷۹ میلادی له بامبوله ماریو بلینی، ۱۹۸۷ میلادی سیتی آنتونیو چیتریو و در سال ۱۹۸۹ میلادی بی‌اندبی ایتالیا اولین شرکتی بود که جایزۀ پرگار طلا مستقیماً به یک شرکت تولیدی طراحی اعطاء شد. از سال ۱۹۶۶ میلادی بیش از ۱۰۰۰ طرح بی‌اندبی ایتالیا (شامل نمونه‌های اولیه) وجود داشته‌ است.
بیش از ۳ درصد از فروش سالانۀ بی‌اندبی ایتالیا در تحقیق و توسعه سرمایه‌گذاری مجدد می‌شود. در سال ۲۰۱۰ میلادی یک بخش حبابی برای اثاثیه یا لوازم داخلی با سرمایه‌گذاری ۴ میلیون یورو تأسیس شد.
از زمان ورود گروه کارلایل به برنامه طراحی سرمایه‌گذاری‌صنعتی، هلدینگ دیزاین در سپتامبر ۲۰۱۸ میلادی با هدف ایجاد مرکز ایتالیایی طراحی داخلی پیشرفته و سپس تبدیل آن در سطح بین‌المللی متولد شد. مارک‌هایی که قبلاً توسط سرمایه‌گذاری‌صنعتی کنترل می‌شد، بخشی از شرکت جدید به رهبری گابریل دل تورچیو هستند: فلوس، بی‌اندبی ایتالیا و لوئیس پولسن دانمارکی.
گروه بی‌اندبی ایتالیا مالک برندهای بی‌اندبی ایتالیا، ماکسالتو، آزوسنا و آرکلینئا است و در سال ۲۰۱۹ میلادی به ۲۰۱٫۴ میلیون درآمد رسید و صادرات بیش از ۸۰٪ را به خود اختصاص داد؛ فروش در ۸۰ کشور از طریق شبکه‌ای متشکل از ۱۰ فروشگاه شاخص، ۷۰ فروشگاه تک برند و ۱۰۰۰ فروشنده.